# Mitten ins Schwarze
Mitten ins Schwarze (französischer Originaltitel: Kid Lucky – Suivez la Flèche) ist ein Lucky-Luke-Album aus dem Jahr 2018. Der Band, der erneut – wie zuletzt in Martha Pfahl – Episoden aus dem Leben des jungen Luke enthält, wurde von Achdé sowohl gezeichnet als auch getextet. In Deutschland erschien er in der bekannten Reihe des Ehapa-Verlages als Band Nummer 96.

## Handlung
Der Band besteht überwiegend aus ein- und zweiseitigen Kurzgeschichten aus dem Leben des jungen Lucky Luke und seiner Freunde. In einer Rahmenerzählung trifft der erwachsene Luke in einem Dorf auf einen Waisenknaben, der von seiner Pflegemutter bisher im Unklaren über seine wahre Herkunft gelassen wurde. Luke erinnert sich dabei an seine eigene Kindheit und wie schwierig es seiner Pflegemutter Martha gefallen war, ihm die Wahrheit darüber zu offenbaren, dass er selbst ein Waise ist. Luke schließt seine Erzählung mit dem Rat, dass das Kind eines Tages selbst nach seiner Herkunft fragen wird und seine Erzieherin dann dafür bereit sein wird.
Auf den folgenden Seiten haben die Jungs und Mädchen im Dorf jede Menge Ärger. Sie müssen gegen ihren Willen Matrosenanzüge tragen, vertragen das Kauen von Lobelie nicht und kriegen die Leviten gelesen, als sie in der Stube Rodeo spielen. Einmal geht Lucky Kid gar zum Totengräber, um sich einen Sarg zimmern zu lassen. Bestürzt sehen die Leute die Pferde mit dem schwarzen Wagen durchs Dorf traben und ziehen den Hut. Doch Kid will nicht zum Friedhof, sondern baut aus dem Sarg am nahen Fluss ein Piratenschiff. Ein anderesmal hält der Indianerjunge „Kleiner Kaktus“, den neuzugezogenen französischen Barbier für einen blutrünstigen Krieger, weil in seinem Schaufenster jede Menge Skalps (eigentlich Perücken) zu sehen sind.
Auf der letzten Seite reitet der junge Luke auf seinem Pferd zum Sonnenuntergang, mit seinem I’m a poor lonesome auf den Lippen – allerdings im Galopp und mit einer fluchenden Martha an den Fersen, denn sie hat sein Zeugnis gesehen...